# 金邊粉

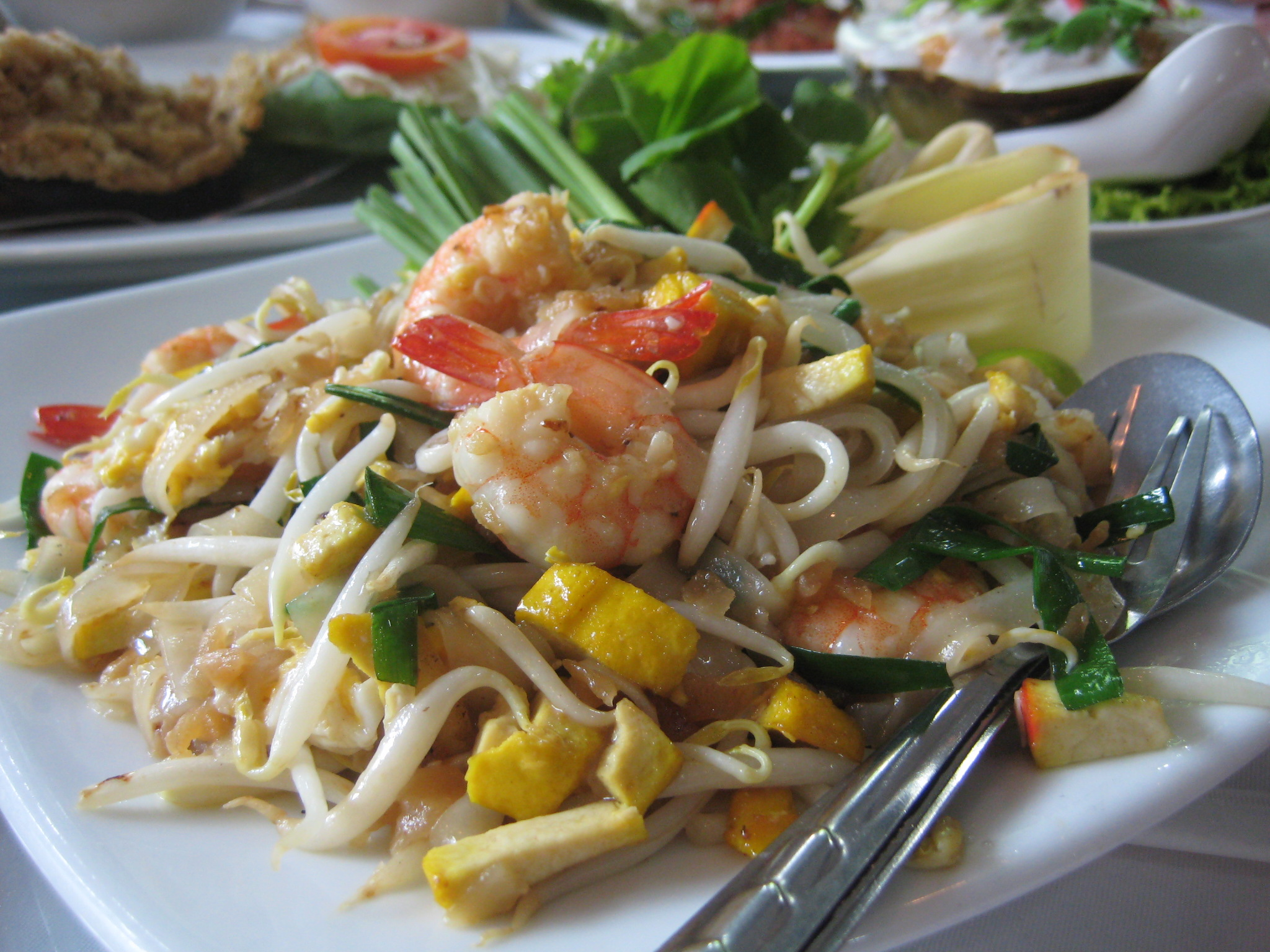
金边粉

金邊粉是一種通過蒸煮米漿而成的粉條食品，是東南亞常見的粉麵食品，尤以泰國最為著名。謠傳是由柬埔寨的金邊傳入，但實為大城王朝時期由中國商人引入泰國。
金邊粉與河粉相比較幼身，粉质类似河粉，但口感比沙河粉坚韧，通常乾燥後販賣，食用前需先泡水讓它柔軟。
金邊粉的煮法有多种，常见的有炒和水煮，例如著名的泰式炒金邊粉、越南粉、船麵等。